# سیاه‌باز
سیاه‌باز فیلمی ایرانی به کارگردانی حمید همتی و تهیه کنندگی علی قائم‌مقامی، محصول سال ۱۳۹۹ است. این فیلم در سی و نهمین دوره جشنواره فیلم فجر حضور داشت و موضوع آن در ارتباط با شخصی است که در زمینه بیت کوین فعالیت دارد و ناخواسته درگیر ماجراهایی می‌شود. سیاه باز آخرین حضور آتیلا پسیانی در سینما بود.

## بازیگران
- سام قریبیان
- افسانه بایگان
- آتیلا پسیانی
- شاهد احمدلو
- مهدی کوشکی
- علی رهبری
- المیرا دهقانی
- حامد بیسادی